# Орлов, Олег Игоревич
Оле́г И́горевич Орло́в (род. 2 июля 1960, Житомир) — российский физиолог, академик РАН (2016, членкор с 2008), директор ГНЦ РФ — Института медико-биологических проблем (ИМБП) РАН (с 2015), доктор медицинских наук. Действительный член Международной академии астронавтики (МАА).

## Биография
Окончил Московскую медицинскую академию им. И. М. Сеченова (лечебное дело), также обучался в Академии народного хозяйства при Правительстве РФ.
Профессор кафедры «Медицинская информатика» Московского медико-стоматологического университета, преподаёт на факультете фундаментальной медицины МГУ им. М. В. Ломоносова.
Председатель диссертационного совета Д 002.111.01 при ГНЦ РФ - ИМБП РАН.
Член совета РАН по космосу.
Член редакции журналов «Клиническая информатика и телемедицина» и «Telemedicine and e-Health», член редколлегии журнала «Авиакосмическая и экологическая медицина».
Автор 2 монографий и 7 учебных пособий, 18 специальных отчётов, 17 изобретений РФ.